# Plestin-les-Grèves
Plestin-les-Grèves település Franciaországban, Côtes-d’Armor megyében. Lakosainak száma 3649 fő (2022. január 1.). Plestin-les-Grèves Plufur, Tréduder, Trémel, Guimaëc, Plouégat-Guérand és Locquirec községekkel határos.

## Népesség
A település népességének változása:
| Lakosok száma | 2912 | 3222 | 3237 | 3615 | 3640 | 3598 | 3591 | 3620 | 3635 | 3649 |
|               | 1968 | 1982 | 1990 | 2006 | 2013 | 2015 | 2017 | 2019 | 2020 | 2022 |